# Hermann von Tresckow
Hermann Heinrich Theodor von Tresckow (Blankenfelde, 1 de mayo de 1818-Wartenberg in der Neumark, 20 de abril de 1900) fue un militar prusiano.

## Biografía

### Origen
Sus padres fueron el mayor prusiano Heinrich von Tresckow (1784-1822) y su esposa Luisa, de soltera von Barfus (1786-1846). La familia tenía 15 hijos.

### Carrera militar
Después e graduarse en la escuela de cadetes de Berlín, Tresckow ingresó el 12 de agosto de 1835 como subteniente en el 1.er Regimiento de granaderos de la Guardia del Ejército prusiano. En 1848 participa en la Primera Guerra de Schleswig como ayudante del general Eduard von Bonin, se convierte en capitán del estado mayor general en 1852, mayor en 1855 y es agregado en la delegación de París en 1854/56, ejerce de aide de camp del rey en 1856, comandante del 27º Regimiento de infantería, en 1864 jefe de Estado Mayor de la tropas de cerco en la frontera polaca, después es nombrado para el gabinete militar, en 1865 se convierte en general de división y jefe del departamento de asuntos personales, y después del gabinete militar.
A petición suya, recibe el mando de la 17.ª División de infantería en noviembre de 1870, que comanda en las batallas de Loigny, Orleans y Le Mans. Por su trabajo, Tresckow recibió las dos clases de la cruz de hierro y las hojas de roble de la Orden Pour le Mérite. A finales de 1871, se le ordenó servir como ayudante general en el Cuartel General y retorna a la dirección del gabinete militar en febrero.
Después de la guerra contra Francia recibe el 20 de marzo de 1872 el mando de la 19.ª División de infantería, que comanda hasta el 22 de enero de 1873. Entre el 23 de septiembre de 1873 y el 1 de agosto de 1888, es comandante general del IX Cuerpo de Ejército en Altona. En enero de 1875, es promovido a General de Infantería. En septiembre de 1875, fue nombrado jefe del 27.º Regimiento de Infantería. El 1 de agosto de 1888, cede su cuerpo al general Paul von Leszczynski y, en aprobación a su demanda de dimisión, es puesto a disposición con una pensión.
Murió el 20 de abril de 1900 soltero en sus dominios de Wartenberg in der Neumark, que adquirió en 1883.